# Aspilota manandrianaensis
Aspilota manandrianaensis är en stekelart som beskrevs av Fischer 2004. Aspilota manandrianaensis ingår i släktet Aspilota och familjen bracksteklar. Inga underarter finns listade.